# Уніан Мадейра
«Уніан Мадейра» (порт. Clube de Futebol União) — португальський футбольний клуб з Фуншала, заснований 1913 року. Виступає у Прімейра-Лізі Португалії. Домашні матчі проводить на стадіоні «Сентру Дешпортіву», який вміщує 2 500 глядачів.

## Історія
Клуб «Уніан Мадейра» було засновано 1 листопада 1913 року групою спортсменів з Фуншалу (Сезар да Сілва, Жоау Роза, Алесандре Васконселуш, Жозе Анастасіу ду Насіменту та Жозе Фернандеш) як União Futebol Clube. Невдовзі після створення клубу його засновники вирішили змінити назву на Clube de Futebol União. Першим головним тренером команди було призначено Ангела Оліма Мароте. 28 вересня 1916 року «Уніау Мадейра» став одним із засновників Футбольної асоціації Мадейри.
За свою історію в Прімейра-Лізі клуб провів всього п'ять сезонів (З сезону 1989-90 по 1991-92 та з 1993-94 по 1994-95). Найкращим результатом команди стало 12-те місце у вищому дивізіоні в сезоні 1990-91 та 10-те в сезоні 1993-94. Останній раз «Уніау Мадейра» вдалося потрапити до Прімейри в сезоні 2014-15, коли колектив зайняв 2-ге місце в Сегунда-Лізі.